# Kamienny drogowskaz w Samsonowie

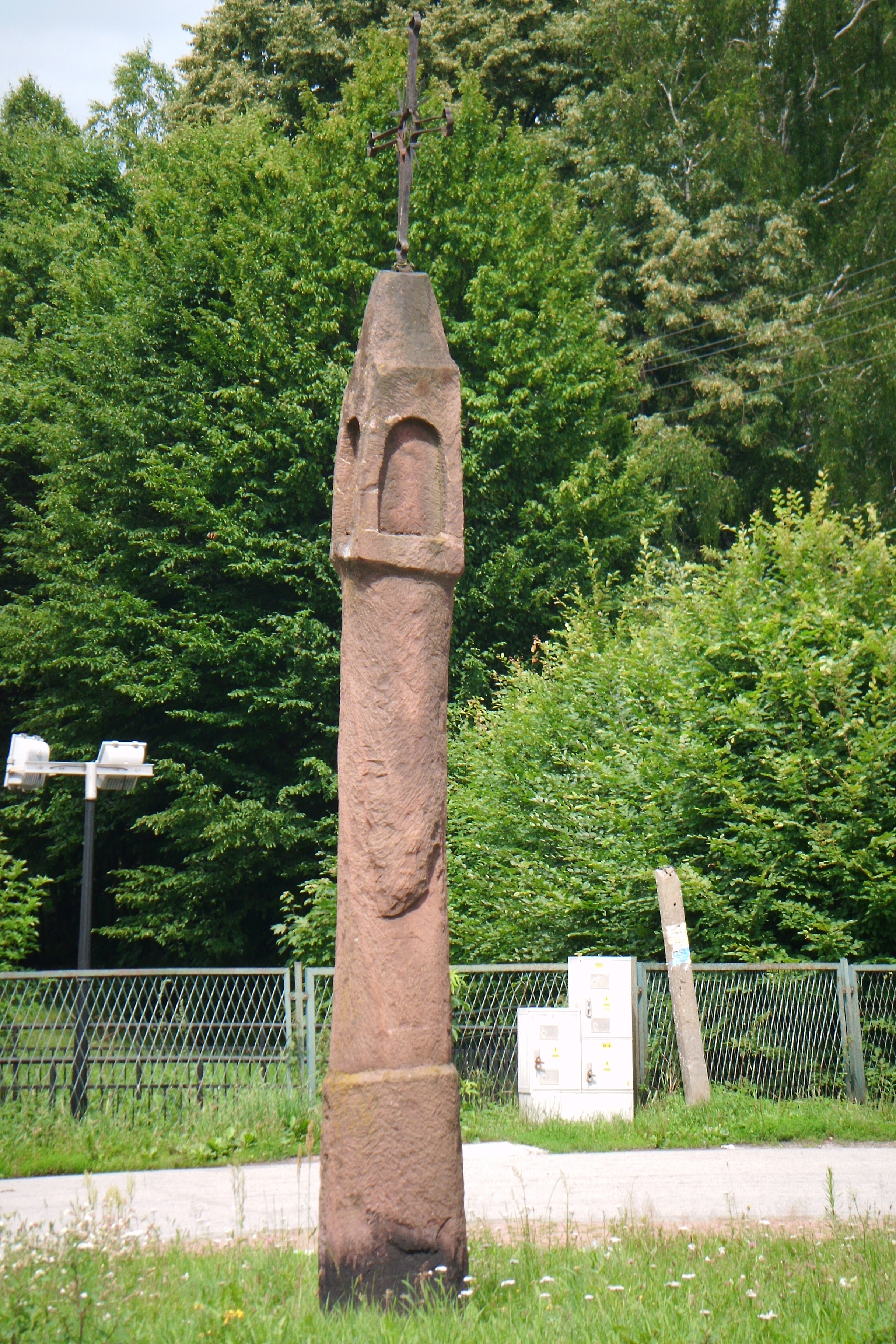
Rzeźba zwana drogowskazem.

Kamienny drogowskaz – znajduje się w centrum Samsonowa, na skrzyżowaniu dróg Tumlin-Odrowąż-Zagnańsk, nieopodal murów dawnej fabryki.
Mieszkańcy nazywają go różnie – kapliczką przydrożną, kolumną, pomnikiem, iglicą. Ten wykuty przypuszczalnie w wieku XVIII w czerwonym piaskowcu tumlińskim monument mógł dawniej pełnić funkcję drogowskazu lub słupa granicznego pomiędzy ówczesnymi posiadłościami. Wskazuje na to m.in. bliskie sąsiedztwo z zakładem wielkopiecowym, lokalizacja przy zbiegu dróg oraz brak motywów sakralnych na postumencie (prócz krzyża, który na szczyt  kamiennej kolumny trafił później). Samsonowska kolumna liczy sobie około 3 m wysokości. Część dolna okrągłej kolumny jest szersza u podstawy. Monument zakończony jest czworoboczną głowicą, w której wyżłobione zostały cztery puste nisze. Dalej kamienny czworobok przechodzi w nieregularną kopułę, na której umieszczony jest wspomniany już metalowy kuty krzyż. Podobne samsonowskiej "iglicy" postumenty, sięgały swym rodowodem nawet wieku XIII. W roku 1995 kamienny monument został przesunięty z obrzeża na centralną część skweru.